# (1125) China
(1125) China es un asteroide perteneciente al cinturón de asteroides descubierto por el equipo del observatorio de la Montaña Púrpura, en Nankín, China, desde la estación astronómica homónima, el 30 de octubre de 1957.

## Designación y nombre
China fue designado inicialmente como 1957 UN1.
Más tarde se nombró por China, un país de Asia.

## Características orbitales
China orbita a una distancia media del Sol de 3,128 ua, pudiendo alejarse hasta 3,812 ua y acercarse hasta 2,444 ua. Su inclinación orbital es 3,041° y la excentricidad 0,2187. Emplea 2020 días en completar una órbita alrededor del Sol.